# Wojciech Rzehak
Wojciech Rzehak (ur. 1967) – polski scenarzysta, polonista, autor i współautor książek, kierownik Działu Edukacji Teatru im. Juliusza Słowackiego w Krakowie, były nauczyciel języka polskiego w V Liceum Ogólnokształcącym im. A. Witkowskiego w Krakowie. Był też wieloletnim wicedyrektorem VII Prywatnego Liceum Ogólnokształcącego w Krakowie.
Absolwent filologii polskiej Uniwersytetu Jagiellońskiego. W latach 1998–2000 pracował jako policjant w Miejskim Sztabie Policji w Krakowie. Autor słowników, opracowań i pomocy naukowych do języka polskiego. Przewodniczący zespołu egzaminatorów egzaminu maturalnego z języka polskiego, prowadził także szkolenia kandydatów na egzaminatorów egzaminu maturalnego z języka polskiego.
Współautor scenariusza do filmu Wojciecha Smarzowskiego Kler. Pracując nad filmem, początkowo zajmował się dokumentacją, następnie współtworzył scenariusz. Po premierze filmu prawicowe media wielokrotnie atakowały jego osobę, z uwagi na związek VII Prywatnego Liceum Ogólnokształcącego w Krakowie ze środowiskiem protestanckim. Pojawiały się zarzuty, że „jest protestantem, który chce zniszczyć Kościół katolicki przy pomocy filmu”. Szkoła wydała oświadczenie o niezależności twórczości wicedyrektora od działalności placówki.
Współpracował przy scenariuszu do filmu Asymetria Konrada Niewolskiego, który miał premierę 13 listopada 2020 roku. Wraz z Wojciechem Smarzowskim pracuje nad scenariuszem do serialu fabularnego, rozgrywającego się w czasach niewiele poprzedzających chrzest Mieszka I.
Prowadzi kanał na Youtube pod nazwą "Ponury Polonista"

## Życie prywatne
Pochodzi z Krakowa. Spokrewniony z Jackiem Rzehakiem (ich ojcowie byli braćmi).

## Filmografia

### Scenarzysta
- 2018: Kler, film fabularny, reżyseria: Wojciech Smarzowski
- 2020: Asymetria, film fabularny, reżyseria: Konrad Niewolski